# ¡Asu mare!
¡Asu mare! (titulada alternativamente como ¡Asu mare!: la película) es una película peruana de comedia, adaptación fílmica del monólogo cómico homónimo de Carlos Alcántara. Producida por Tondero, ha sido dirigida por Ricardo Maldonado, y producida por Miguel Valladares y Alcántara. Se estrenó el 11 de abril del 2013 a nivel nacional.
La película reúne en breves apariciones a los comediantes de Patacláun (1997–1999). Estuvo disponible en Netflix hasta 2019 y en Prime Video desde 2022.

## Argumento
La película tiene como protagonista a Carlos Alcántara, "Cachín", en una de sus presentaciones del unipersonal ¡Asu mare!. El título es una variación del juego de palabras A su madre, considerado como localismo según Martha Hildebrandt.
Inicia con una serie de anécdotas ligadas a Isabel Vilar, su madre a quien la dedica. A medida que el monologuista se hace adulto, añade secuencias ligadas a su infancia en la Unidad Vecinal Mirones, sus años de juventud en el colegio, su oficio de vendedor y su camino a la fama.

## Reparto
- Carlos Alcántara como él mismo.
  - Dayiro Castañeda como Carlos Alcántara (de niño).
  - Santiago Suárez como Carlos Alcántara (de joven).
- Ana Cecilia Natteri como Isabel Vilar.
  - Gisela Ponce de León como Isabel Vilar (joven).
- Emilia Drago como Emilia Rizo-Patrón.
- Andrés Salas como Jaime Culicich «el Culi».
- Anahí de Cárdenas como Pamela.
- Franco Cabrera como Lechuga.
- Paul Portuondo como Fernandito.

## Participaciones especiales
- Gisela Valcárcel como ella misma.
- Tatiana Astengo como Marujita.
- Wendy Ramos como gitana.
- Carlos Carlín como conserje.
- Johanna San Miguel como Socorro, actriz en programa de Carlos: Queca.
- Gonzalo Torres como profesor.
- Katia Condos como señora en la fiesta.
- Ricardo Mendoza como Tarrón.

## Otras apariciones
- Juan Manuel Ochoa como Monfu.
- Carlos Cano como tío de Carlos.
- Daniel Marquina como soldado.
- Carolina Cano como chica en la playa.
- Mario Velásquez como el Padrino.
- Jossie Lindley como mamá de Emilia.
- Ana Rosa Liendo como profesora.
- Carlos Cabrera como Augusto Ferrando.
- Katia Palma como tía de Carlos.
- Luis Peralta como compañero de Carlos en la escena del cuartel.

## Producción
El productor de la película, Miguel Valladares, inició su carrera como coordinador de productor en series televisivas. Después de trabajar en  Un día sin sexo y Máncora, se cambió a cine y empezó su productora Tondero Producciones en 2008. A inicios de 2012, Valladares consulto a Carlos Alcántara sobre si hacer una película basada en su stand-up comedy debido a su éxito.
La película empezó a ser filmada a fines de 2012, dirigida por Ricardo Maldonado, mismo director que estuvo a cargo del comercial "Perú – Nebraska" de la campaña “Marca Perú”. De la productora Tondero, Miguel Valladares es acreditado como productor y Carlos Alcántara es acreditado también como productor y coguionista. Es distribuida por New Century Films.
La película costó aproximadamente 700 mil dólares, financiado en un 80% por empresas privadas.
La película se convirtió en la primera cinta peruana en estrenarse en las salas XD (Extreme Digital Cinema) de Cinemark.

## Recepción
El estreno de la película generó buena acogida en el público peruano y obtuvo apoyo de los medios en la historia nacional. El tráiler de la cinta superó el millón de visitas en Youtube en menos de 45 días. El primer día de preventa se vendieron cerca de 10 mil boletos. Un día antes de su estreno, se registró la venta de 35 mil entradas en preventa.
El primer día alcanzó a 152 045 espectadores en 255 pantallas. Logrando superar el récord de espectadores en su primer día que ostentaba la cinta Amanecer - Parte 2, de la saga Crepúsculo, con 142,515. Cuatro días después, llegó a los 640 mil espectadores en 286 pantallas de todo el país.
La película batió récord de espectadores en su estreno en Perú; se convirtió en la cinta peruana más vista, y obtuvo una acogida inmediata al alcanzar un millón de espectadores en una semana. Terminó su primera semana en cartelera con un total de 1.037,948 espectadores en 295 pantallas.
En su tercera semana superó los 2 millones de espectadores.
New Century Films, distribuidora cinematográfica encargada de la distribución de la película en los cines del Perú, anunció que el filme de Carlos Alcántara se convirtió en la película más exitosa de todos los tiempos en su país gracias a sus 2 millones 347.086 de espectadores que hasta su tercera semana en cartelera han visto la película. Su número de espectadores superó a la Ice Age: Continental Drift, producción que ostentaba este récord desde 2012, con 2 millones 318.671 de personas.
La agencia AFP informó que la película superó los 10,7 millones de dólares en recaudación.
Finalizó con 3’037,677 espectadores.

### Críticas
La película ha generado reacciones mixtas. En Rotten Tomatoes y FilmAffinity proporcionaron opiniones con un 63% y 5.5/10 respectivamente. Los críticos Ricardo Bedoya, Josué Méndez y la agencia Andina consideran que la película carece de profundidad en las situaciones cómicas. Francisco Lombardi comentó en una entrevista que la película de «entretenida» advirtiendo que todavía tiene un potencial artístico.
Carlos Alcántara admitió que las críticas «destrozaron» la producción de la película y que su secuela «tuvo mayor nivel» a pesar de las opiniones negativas.

### Reconocimientos
La película recibió varios reconocimientos. Indecopi galardonó a Carlos Alcántara por emplear exitosamente las herramientas de la propiedad intelectual. En el marco de las celebraciones por los 192 años de la independencia del Perú, Peruvian American National Council (PANC) condecoró al actor por su destacado aporte al crecimiento del cine nacional. La Feria Internacional del Libro de Bogotá incorporó en una de las presentaciones junto a 13 películas.
| Año  | Premio                       | Categoría           | Nominado         | Resultado |
| ---- | ---------------------------- | ------------------- | ---------------- | --------- |
| 2013 | Premios Luces de El Comercio | Mejor película      | Asu mare         | Ganador   |
| 2013 | Premios Luces de El Comercio | Mejor actor de cine | Carlos Alcántara | Ganador   |

## Legado
En abril de 2020 Tonderó anunció el evento paga por ver de su monólogo original para recaudar fondos a trabajadores afectados por la pandemia de COVID-19.

## Secuela
Alcántara anunció la segunda parte de la película para el 2015. La película se estrenó el 9 de abril de 2015, siendo la única en estrenarse durante la semana, con un éxito total el día de su estreno.También anunció Asu Mare 3 cerrando así esta exitosa trilogía.